# Friedrich Ossig

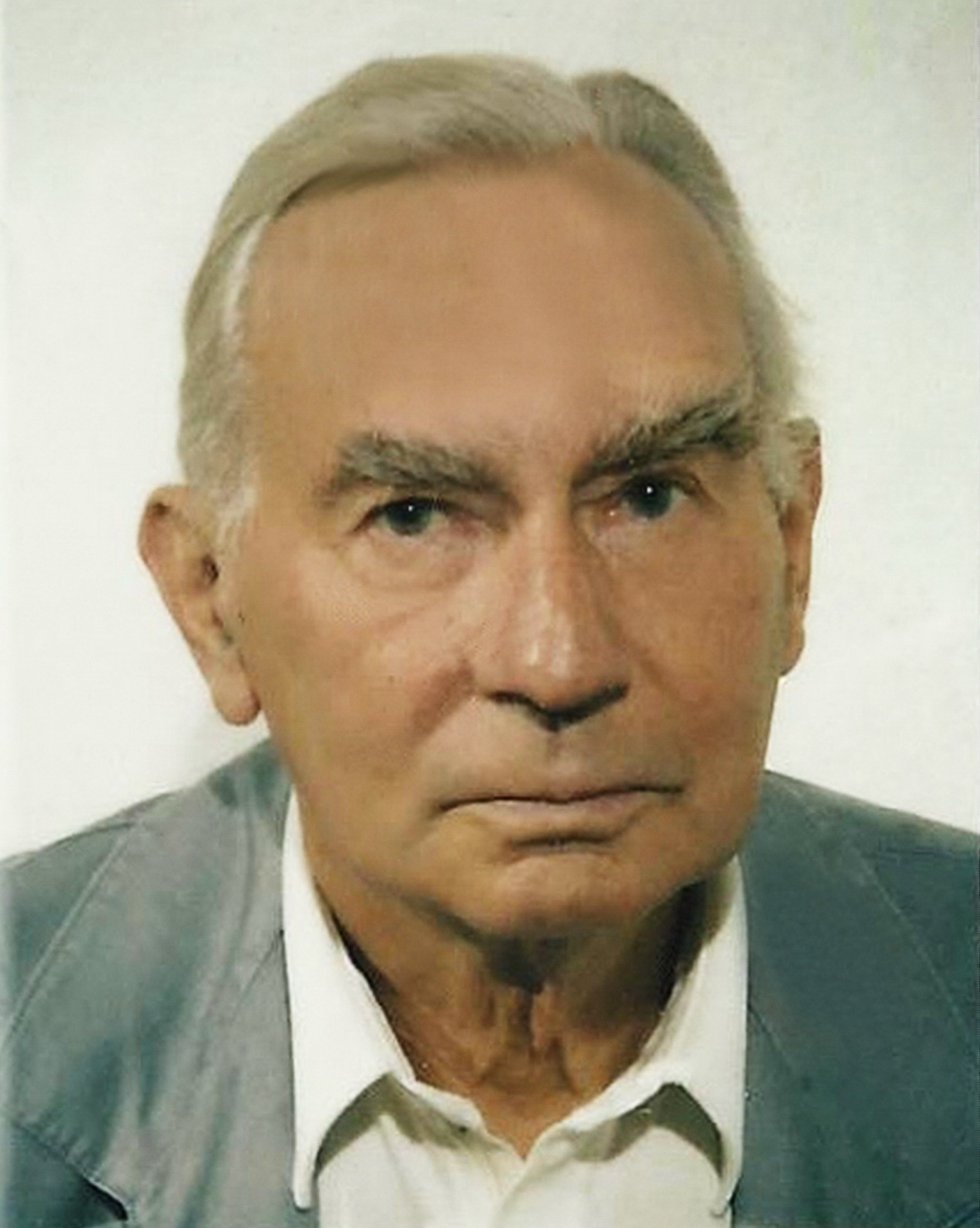
Friedrich Ossig

Friedrich Ossig (* 26. Januar 1912 in Stettin; † 11. August 2004 in Lennestadt) war ein deutscher Verwaltungsjurist bei der Deutschen Reichsbahn und der Deutschen Bundesbahn.

## Leben
Als Sohn des Landgerichtsdirektors besuchte Ossig das König-Wilhelm-Gymnasium (Stettin). Er studierte Rechtswissenschaft zunächst an der Universität Grenoble und der Albertus-Universität Königsberg. Im Wintersemester 1930/31 wurde er im Corps Hansea Königsberg aktiv. Als Inaktiver wechselte er an die Schlesische Friedrich-Wilhelms-Universität Breslau, an der er am 2. Mai 1934 das Referendarexamen bestand. Nach dem Referendariat in Stettin legte er 1937 am Kammergericht die Assessorprüfung ab.
Er bewarb sich mit Erfolg bei der Reichsbahn und kam zur Reichsbahndirektion Wuppertal. Seit 1940 bei der Reichsbahndirektion Oppeln, war er bis 1943 unabkömmlich gestellt. Dann musste er eine Heimatflak-Batterie im Oberschlesischen Industriegebiet führen. Er wurde Ende 1944 zum Leutnant befördert und ab Januar 1945 an der Oder und in der Schlacht um die Seelower Höhen eingesetzt. Aus der Schlacht um Berlin konnte er über Marienborn in die Britische Besatzungszone fliehen, nach Braunschweig, Hannover, Bielefeld und Köln. Dort kam er als Dezernent für Personennahverkehr wieder bei der Bahn unter. Bei der Hauptverwaltung der Bundesbahn erhielt er das neue Dezernat für Werbung und das Pressedezernat (1958). 1962 wurde er Pressechef der Deutschen Bundesbahn. Seit 1963 Ministerialrat, wurde er 1968 Vorstandsvorsitzender der DEVK. 1975 wurde er pensioniert.
Er wurde 1950 auch Albertiner und war von 1960 bis 1996 Vorsitzender von Hanseas Altherrenverein. Der Verband Alter Corpsstudenten wählte ihn 1977 zum Vorsitzenden. 1979 folgte ihm sein Stellvertreter Wolfgang Kindler.
Am 3. Mai 1947 hatte Ossig in Fürth die Kriegerwitwe und Germanistin Dr. phil. Olga Hummel geb. Eckhardt geheiratet. 1952 kam die Tochter Friederike zur Welt. Seine Frau schrieb ein Buch über Zermatt. Als sie 1996 tödlich verunfallt war, zog Ossig zu seiner in Bilstein (Lennestadt) lebenden Tochter. Als er im Alter von 92 Jahren starb, hinterließ er sie, die beiden Stiefsöhne Georg Hummel und Josef Hummel und 160-seitige Lebenserinnerungen.

## Werke
- 500.000 für die DB. Presse-Fibel für Eisenbahner. 1962. GoogleBooks
- als Redakteur: DB-Schriftenreihe. GoogleBooks
- Presse-Fibel für und über Eisenbahner. 1966. GoogleBooks
- Öffentlichkeitsarbeit noch erfolgreicher! 1966. GoogleBooks
- Die künftige finanzielle Behandlung der gemeinwirtschaftlichen und politischen Lasten der Eisenbahnen. Gedanken zur Automation im Eisenbahnwesen. 1966. GoogleBooks
- mit Zeichnungen von Rudolf Schwarz: Mal ernst, mal heiter und so weiter. Frankfurt am Main 1967. GoogleBooks
- Ärmelkanal-Tunnel – Tatsachen und Probleme. GoogleBooks
- Beiträge zur Corpsgeschichte der Hansea. Offenbach 1967.
- mit Hans Kalb und Walter Röver: DB, eine Welt auf Schienen. Verkehrswissenschaftliche Lehrmittelgesellschaft, Frankfurt 1971. GoogleBooks
- Kösener Corpsstudenten in zwei Jahrhunderten. Selbstverlag, Köln 1980.